# 진영한빛도서관
진영한빛도서관은 김해시에 소재한 도서관이다.

## 연혁
진영한빛도서관은 2009년 10월 9일에 개관하였다.